# سوسیته اتومبیلز مناره
سوسیته اتومبیلز مناره (انگلیسی: Société Automobiles Ménara) شرکت خودروسازی مراکشی است، که در سال ۱۹۷۲ توسط گیلبرت گازو تأسیس شد.